# الكوزات (الڭوزات)
الكوزات هي إحدى مشيخات المملكة المغربية، تتبع جغرافيا لإقليم تازة وإداريًا لالڭوزات. يقدر عدد سكانها بـ 3321 نسمة حسب الإحصاء الرسمي للسكان والسكنى لسنة 2004.